# Valter Mărăcineanu
Valter Mărăcineanu – wieś w Rumunii, w okręgu Giurgiu, w gminie Iepurești. W 2011 roku liczyła 110 mieszkańców.